# كيمياء النفط

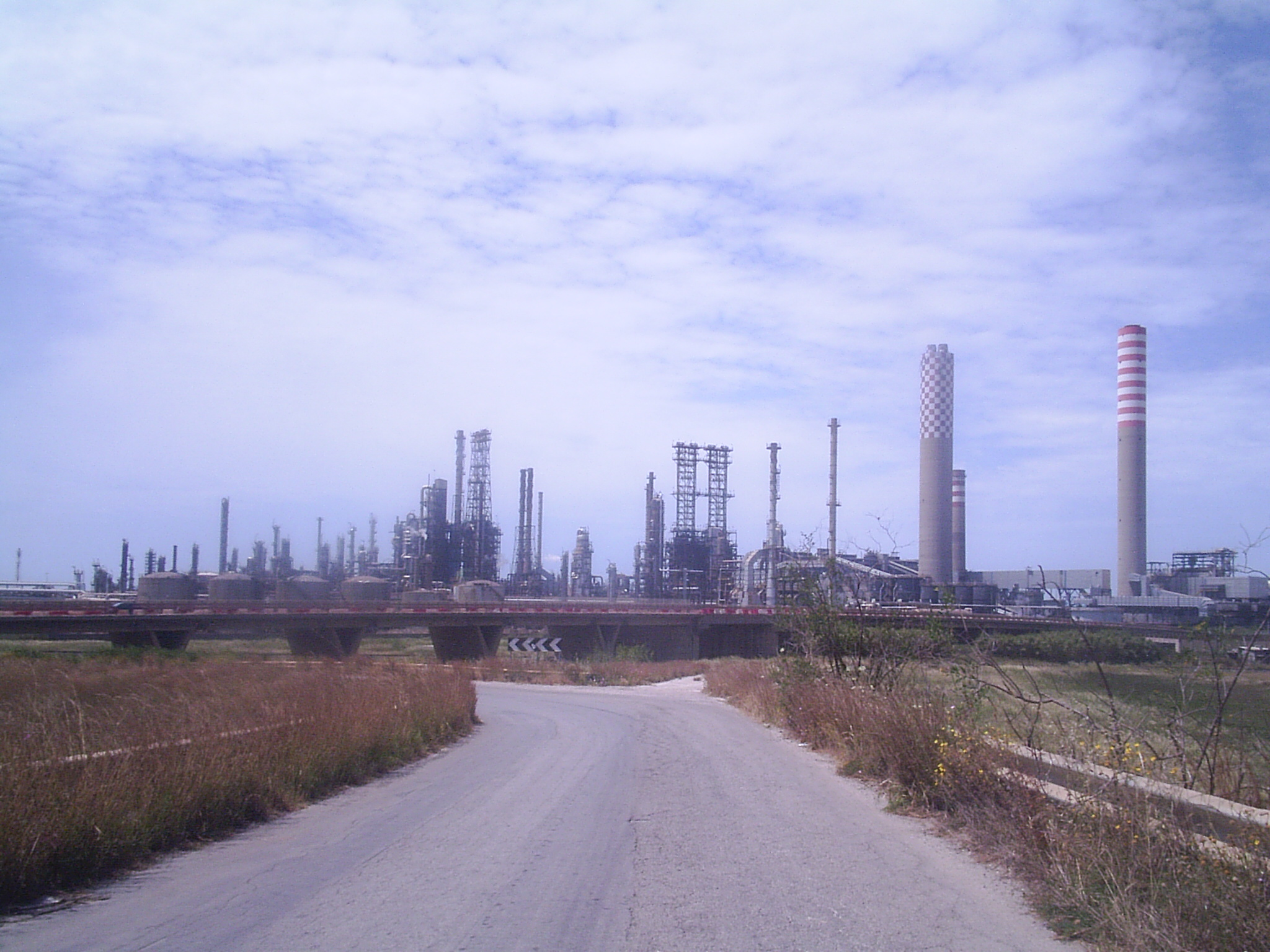
مجمع معامل بتروكيماويات جيلا جيلا في إيطاليا.

كيمياء النفط أو علم البتروكيماويات هو فرع من فروع علم الكيمياء الذي يدرس عمليات تحويل النفط والغاز الطبيعي إلى منتجات مفيدة ومواد خام.
يدخل علم الكيمياء البترولية في الكثير من المتطلبات البشرية من صحة، تنقية، طعام، وما إلى ذلك.

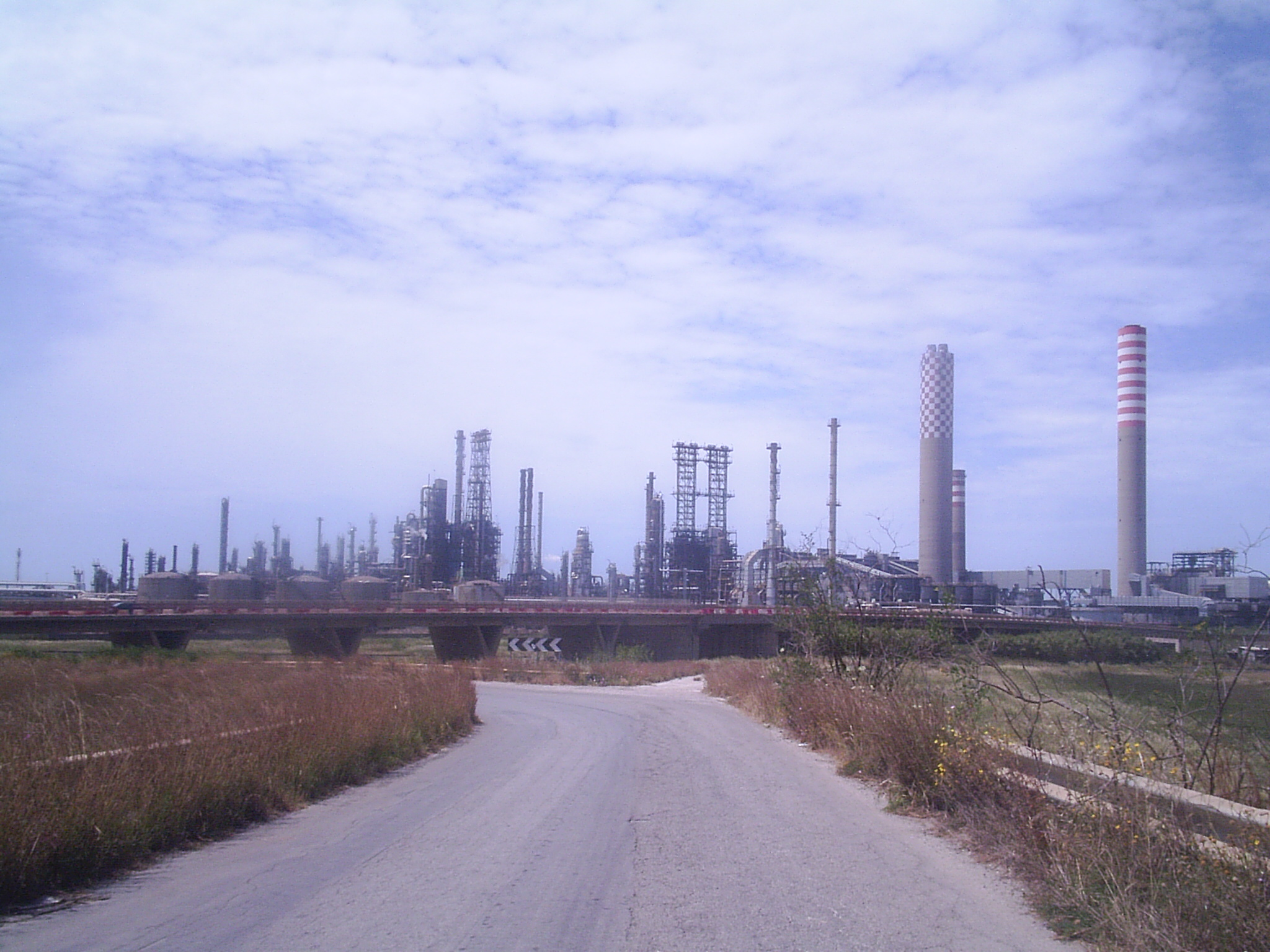
مجمع معامل بتروكيماويات جيلا جيلا في إيطاليا.

## المواد الخام الاساسية في كيمياء البترول
تمثل المواد التالية العمود الفقري في كيمياء البترول:
- الغاز الطبيعي
- النفط الخام
- الفحم، الصخر الزيتي، النفط الرملي، هيدرات الغاز.

## النفط الخام
يتكون البترول الخام من مركبات هيدروكربونية كثيرة تختلف في مظهرها وتركيبها. ويحتوي النفط الخام في المتوسط على 84% من الكربون و 14% هيدروجين و 1% - 3% كبريت وأقل من 1% من كل من الأكسجين والنيتروجين وفلزات وأملاح.
يصنف النفط بنوعين «حلو» sweet أو «حمضي» sour  وهذا يعتمد على نسبة الكبريت فيه. فالبترول المحتوي على نسية عالية من الكبريت، وهي توجد فيه في هيئة سلفيد الهيدروجين، يعتبر حمضيا، أما أنواع البترول الأخرى التي تحتوي على نسبة أقل من الكبريت فتوصف على أنها حلوة.

## العمليات الكيميائية في كيمياء البترول
تختلف المعالجات الكيميائية تبعا لنوع المواد الخام، فهناك معالجة النفط الخام، الفصل الفيزيائي، عمليات التحويل، وعمليات إنتاج الأوليفينات. هناك أيضا معالجات للمواد غير الهيدروكربونية مثل الكبريت
كما أن معظم المنتجات الكيميائية تكون عادة. مشتقة من أحد أو مجموعة من المركبات التالية، وكلها من مشتقات البترول:
- مركبات أساسها الميثان.
- مركبات أساسها الإيثان.
- مركبات أساسها البروبان.
- مركبات أساسها البيوتان.
- مركبات أساسها النافثا.
- مركبات أساسها الإيثيلين.
- مركبات أساسها البروبيلين.
- مركبات أساسها الأوليفينات.
- مركبات أساسها البنزين والتولوين.

## معالجة البترول
تستخدم طريقة صناعية على مستوى كبير تسمى تقطير بالتجزئة لفصل محتويات النفط الخام إلى مركبات أصغر متعددة. وخلال تلك العملية التي تستخدم فيها الحرارة تنفصل المركبات ذات درجة غليان منخفضة إلى أعلى برج التقطير بينما تبقى المركبات الكيميائية ذات درجة غليان عالية في قاع البرج. وتكون المواد المتجمعة في القاع غليظة، ويتم بعد ذلك معالجتها بطريقة الانحلال الحراري cracking لتحويلها إلى مواد أخف يستفاد منها. يكون برج التقطير عاليا (يصل ارتفاعة إلى نحو 35 متر) وعلى درجات بين القمة حيث ينفصل المركب الخفيف والقاع حيث تبقى المركبات الغليظة، تتوزع المواد الأخرى ذات درجات غليان وسطية بينهما على مستويات مختلفة بين القمة والقاع. (انظر تقطير بالتجزئة)
لا يتم استخدام النفط الخام أو النفط الذي لم يتم تقطيره مباشرة عند استخراجه من الأرض. وبالرغم أن أنواع النفط «الحلوة» كانت تستخدم في الماضي على نطاق ضيق كوقود، فكانت المكونات الخفيفة السائلة والغازية تتسبب في انفجارات وحرائق، ولم تكن بذلك آمنة في استخدامها. لهذا كان من المناسب أن تتم أولا عملية فصل مكونات النفط الخام. وبإتمام معالجة النفط وفصل مواده المختلفة، تنتج منه ما يستخدم كوقود، وينتج منه ما يستخدم كدن للتشحيم، وينتج من المركبات الأخرى من البترول موادا متعددة مثل البلاستيك ومواد التنظيف ومذيبات ومطاط اصطناعي وألياف صناعية وخيوط النايلون والبولي استر. كما تدخل منتجات البترول في صناعة السماد الكيماوي، وصناعات كيميائية كثيرة مثل إنتاج مراهم التجميل وصناعة الدواء.

### العمليات

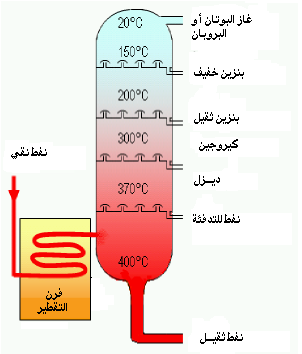
عملية التقطير بالتجزئة.

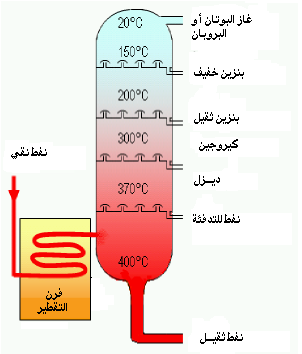
عملية التقطير بالتجزئة.

يستخرج النفط الخام والغاز الطبيعي من الأرض أو من أعماق البحار بواسطة آبار. وتنقل السفن، والقطارات والأنابيب النفط الخام والغاز الطبيعي إلى مصفاة النفط لتكريرها
وتقوم المصافي بعمليات لفصل مكوناتهما بطرق خاصة دقيقة. منها طريقة التقطير وهي فصل المكونات الخفيفة من النفط الخام وتسمى تقطير بالتجزئة للمواد الكربوهيدراتية. وتوجد منها طريقتين أ===العمليات===
يستخرج النفط الخام والغاز الطبيعي من الأرض أو من أعماق البحار بواسطة آبار. وتنقل السفن، والقطارات والأنابيب النفط الخام والغاز الطبيعي إلى مصفاة النفط لتكريرها
وتقوم المصافي بعمليات لفصل مكوناتهما بطرق خاصة دقيقة. منها طريقة التقطير وهي فصل المكونات الخفيفة من النفط الخام وتسمى تقطير بالتجزئة للمواد لكربوهيدراتية. وتوجد منها طريقتين أساسيتين: طريقة CDU وطريقة VDU.
تنطوي الطريقة CDU process على تقطير وفصل موادا قيمة مثل نافثا وكيروسين وديزل وما يسمى غاز النفط atmospheric gas oil من النفط الخام. والطريقة الثانية VDU process تستخدم لغرض استخراج غاز النفط من النفط المقطر عن طريق التقطير بتفريغ الهواء. وتنتج من عملية التقطير بالتجزئة زيت الوقود والنافثا وهي مواد معروفة للمستهلكين. يستخدم زيت الوقود كوقود لإنتاج الطاقة وفي هيئة ديزل لتشغيل محركات الديزل. وأما النافثا فهي تستخدم لإنتاج الجازولين كما تستخدم كمادة اولية في الصناعات الكيماوية.
عملية التقطير بالتجزئة هي عملية لفصل مخلوط من الهيدروكربونات إلى عدد من الهيدروكربونات الأبسط في تركيبها من الأولى.وعملية التقطير بالتجزئة هي العملية الأكثر شيوعا في الصناعات البترولية وبها تبدأ صناعات البترول. وتستخلص عملية التقطير بالتجزئة النافثا، ومركبات غازية طبيعية مثل البوتانومواد أخرى مثل الإيثان والبروبان. ثم تتلو تلك العملية عملية تجرى على تلك المنتجات الأولى وتسمى الانحلال الحراري cracking.
في عملية الانحلال الحراري تنقسم جزيئات الزيت الثقلية إلى جزيئات أخف، ذات قيمة عالية. ويتم الانحلال الحراري بطريقتين: انحلال حراري بالبخار وطريقة انحلال حراري بواسطة محفزات. وتستخدم درجة حرارة عالية للانحلال الحراري بالبخار.
بعد الانتهاء من تلك العمليات تنفصل منتجات تكوّن أساس الصناعات الكيميائية: الأوليفينات، وهي إثيلين وبروبيلين وما يسمى مشتقات C4، وما لها من رائحة مميزة، مثل البنزين والتلوين وإكسلين.
تتم تصنع من تلك المواد موادا أخرى مثل البلاستيك والصابون والمنظفات، والأدوية والأسبرين والأقمشة والجلود الصناعية والألياف الصناعية والمطاط الصناعي، والطلاء والأثاث والمواد العازلة والأسمدة الكيماوية وغيرها.ساسيتين: طريقة CDU وطريقة VDU.
تنطوي الطريقة CDU process على تقطير وفصل موادا قيمة مثل نافثا وكيروسين وديزل وما يسمى غاز النفط atmospheric gas oil من النفط الخام. والطريقة الثانية VDU process تستخدم لغرض استخراج غاز النفط من النفط المقطر عن طريق التقطير بتفريغ الهواء. وتنتج من عملية التقطير بالتجزئة زيت الوقود والنافثا وهي مواد معروفة للمستهلكين. يستخدم زيت الوقود كوقود لإنتاج الطاقة وفي هيئة ديزل لتشغيل محركات الديزل. وأما النافثا فهي تستخدم لإنتاج الجازولين كما تستخدم كمادة اولية في الصناعات الكيماوية.
عملية التقطير بالتجزئة هي عملية لفصل مخلوط من الهيدروكربونات إلى عدد من الهيدروكربونات الأبسط في تركيبها من الأولى.وعملية التقطير بالتجزئة هي العملية الأكثر شيوعا في الصناعات البترولية وبها تبدأ صناعات البترول. وتستخلص عملية التقطير بالتجزئة النافثا، ومركبات غازية طبيعية مثل البوتانومواد أخرى مثل الإيثان والبروبان. ثم تتلو تلك العملية عملية تجرى على تلك المنتجات الأولى وتسمى الانحلال الحراري cracking.
في عملية الانحلال الحراري تنقسم جزيئات الزيت الثقلية إلى جزيئات أخف، ذات قيمة عالية. ويتم الانحلال الحراري بطريقتين: انحلال حراري بالبخار وطريقة انحلال حراري بواسطة محفزات. وتستخدم درجة حرارة عالية للانحلال الحراري بالبخار.
بعد الانتهاء من تلك العمليات تنفصل منتجات تكوّن أساس الصناعات الكيميائية: الأوليفينات، وهي إثيلين وبروبيلين وما يسمى مشتقات C4، وما لها من رائحة مميزة، مثل البنزين والتلوين وإكسلين.
تتم تصنع من تلك المواد موادا أخرى مثل البلاستيك والصابون والمنظفات، والأدوية والأسبرين والأقمشة والجلود الصناعية والألياف الصناعية والمطاط الصناعي، والطلاء والأثاث والمواد العازلة والأسمدة الكيماوية وغيرها.

## صناعة البوليمر
يعود تاريخ هذه الصناعة إلى القرن التاسع عشر مع بدء اكتشاف البترول واختراع أول آلات تتحرك بمنتجات منه. تتمثل تطبيقات صناعة البوليمر في صناعة البلاستيك، الصمغ الصناعي، المطاط الصناعي والألياف الصناعية.

## الأهمية الاقتصادية

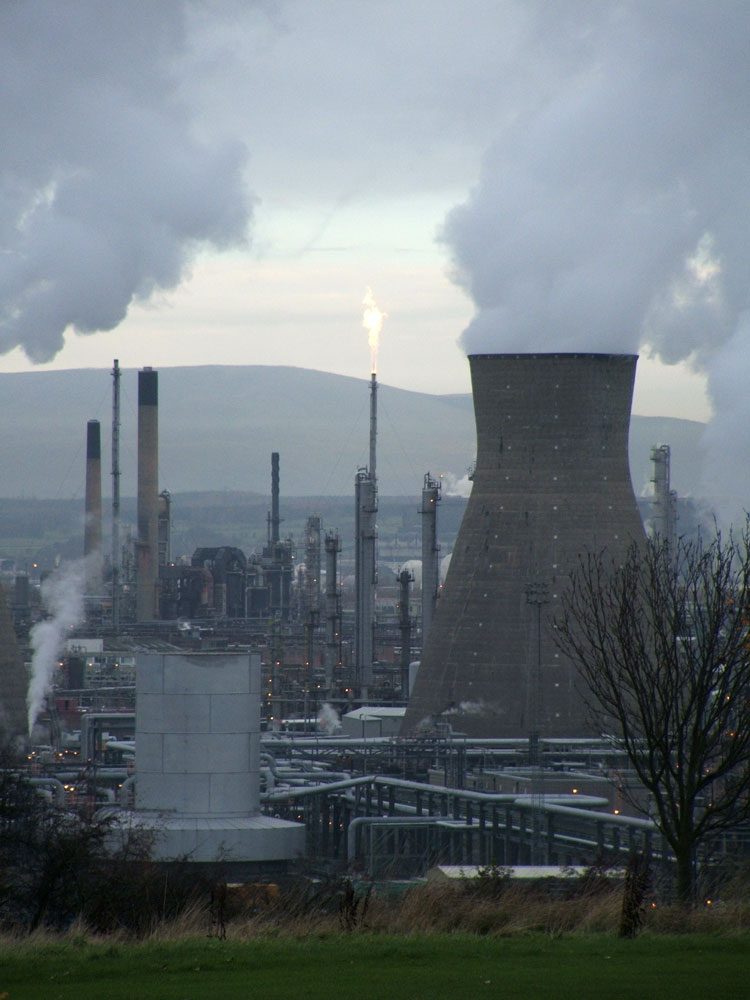
معمل بتروكيماويات في اسكتلندا.

تنشأ معامل كيمياء البترول بالقرب من مصافي النفط بسبب اعتمادها على النافثا. وتبلغ حجم معامل تصنيع النفط (ما تسمى كراك) في أوروبا 3 و26 مليون طن، وتوجد في ألمانيا منها قدرة إنتاجية تعمل بحجم 8 و5 مليون طن. وتربط بين منتجي الإثيلين وبين المستهلكين في العادة خطوط أنابيب للنقل وهذا مما يجعله متوفرا للاستخدام بانتظام وفي جميع الأوقات.
ويبلغ إنتاج البتروكيماويات في أوروبا وأسيا وأمريكا الشمالية، أمريكا الجنوبية في عام 2006 نحو 3 و55 مليون طن من الإثيلين، ونحو 6 و53 مليون طن من البروبيلين، ونحو 8 و27 مليون طن من البنزول، وهو مادة أساسية لمنتجات كثيرة.
كما بلغ حجم تجارة البتروكيماويات في ألمانيا وحدها نحو 66 مليار يورو في عام 2007.

## اقرأ أيضا
- نفط
- تكرير النفط
- انشقاق بخاري
- سياسة نفط
- نظرية قمة هوبرت
- الانحلال الحراري
- حقل الغوار

## وصلات خارجية
- الكيمياء petrochemistry موقع إنكليزي يهتم بتفاصيل وتطبيقات الكيمياء البترولية.
- نظرة شاملة على البتروكيماويات في عالم متغير